# Achilia angularis
Achilia angularis (лат.) — вид мелких жуков-ощупников рода Achilia из подсемейства Pselaphinae (Staphylinidae).

## Распространение
Аргентина, Чили (Южная Америка).

## Описание
Мелкие коротконадкрылые жуки—ощупники. Длина тела 1,35—1,65 мм. Голова субпрямоугольной формы со слегка выпуклой затылочной областью; лоб и лобная доля пунктированные; поперечная лобная бороздка узкая и слабая; височные углы вытянуты в длинный шиповидный отросток, направленный вверх. Усики со скапусом и педицелем заметно длиннее своей ширины; антенномеры IV—VIII шире своей длины; антенномер IX шире VIII, шире своей длины; антенномер X шире длины и шире, чем антенномер IX, с туберкулами и сетами; антенномер XI удлиненный, длиннее VIII—X вместе взятых, на его поверхности есть несколько бугорков. Основная окраска красновато-коричневая с затемнёнными головой и брюшком; щупики желтоватые. Голова с парой вершинных ямок.